# جائزة ماليزيا الكبرى للدراجات النارية 2012
جائزة ماليزيا الكبرى للدراجات النارية 2012 هو سباق دراجات نارية أقيم بتاريخ 21 أكتوبر 2012 في حلبة سيبانغ الدولية. كان الجولة السادسة عشر من أصل 18 في سباق الجائزة الكبرى للدراجات النارية موسم 2012. فاز الإسباني داني بيدروسا بفئة الموتو جي بي بينما جاء الإسباني خورخي لورنزو في المركز الثاني وحصل على المركز الثالث الأسترالي كيسي ستونر.

## وصلات خارجية
- الموقع الرسمي